# Le Hobbit : Un voyage inattendu
Pour les articles homonymes, voir Hobbit (homonymie).
Série Le Hobbit
Le Hobbit : La Désolation de Smaug
(2013)
Pour plus de détails, voir Fiche technique et Distribution.
Le Hobbit : Un voyage inattendu (The Hobbit: An Unexpected Journey) est un film américano-néo-zélandais réalisé par Peter Jackson, sorti en 2012. Il s'agit du premier film de la trilogie Le Hobbit, adaptée du roman du même nom de 1937 de J. R. R. Tolkien, qui décrit les aventures du hobbit Bilbon Sacquet accompagnant le magicien Gandalf le Gris et une compagnie de treize nains menée par Thorin « Écu-de-chêne », pour récupérer Erebor, un des royaumes des nains pris et occupé par le dragon Smaug. Ce premier opus forme avec ses deux suites, Le Hobbit : La Désolation de Smaug (2013) et Le Hobbit : La Bataille des Cinq Armées (2014) un préquel à la trilogie Le Seigneur des anneaux (2001-2003) également réalisée par Peter Jackson.
C'est le tout premier film à être tourné en HFR 3D, c'est-à-dire avec une fréquence de 48 images par seconde (au lieu des 24 habituelles) avec une caméra RED Epic, dotée d'une définition de 5K. Ces choix permettent au film de sortir en même temps en format standard (2D), 3D et IMAX 3D.
Le film a été un gros succès du box-office mondial.

## Synopsis
Alors que ses amis hobbits de la Comté s'apprêtent à fêter son cent onzième anniversaire, Bilbon Sacquet entame le récit de ses aventures dans un livre destiné à son neveu Frodon Sacquet.
Il narre comment, dans un passé lointain, les Nains ont établi un royaume dirigé par Thrór à Erebor, la Montagne Solitaire, riche et prospère grâce à l'or et autres minerais précieux collectés en son sein. Mais cette richesse provoque les convoitises du dragon Smaug qui détruit le royaume, et s'installe dans la montagne où il garde précieusement le trésor, forçant les nains à l'exil. Des années plus tard, Thrór et son armée de nains affrontent les Orques lors de la Bataille d’Azanulbizar se déroulant devant la porte est de la Moria, et le roi nain est tué par le chef ennemi, l'orque pâle Azog Le Profanateur. Le petit-fils de Thrór, Thorin, combat alors les Orques, utilisant comme bouclier de fortune une bûche de chêne, d'où son surnom, Écu-de-Chêne, et coupe le bras d'Azog, le laissant pour mort et remportant alors la bataille.
Un matin, à Hobbitebourg, Bilbon reçoit la visite de Gandalf qui lui propose de se joindre à une aventure. Bilbon décline l'offre du vieux magicien, qui grave néanmoins sur la porte du hobbit, à l'aide de son bâton, une mystérieuse inscription. Dans la soirée, Bilbon reçoit la visite de treize nains, dont leur chef Thorin. Les nains s’apprêtent, avec l'aide de Gandalf, à partir vers la Montagne Solitaire afin d'y reconquérir leur or des griffes du dragon, et Bilbon a été choisi pour les accompagner en tant que « cambrioleur », compte tenu de la réputation d'agilité et de discrétion des hobbits, et du fait que Smaug ne connaît pas l'odeur des Hobbits. D'abord réticent, Bilbon change d'avis le lendemain et rejoint la troupe de nains pour l'aventure.
En chemin, alors que Gandalf est parti explorer les environs, la troupe est capturée par trois trolls. Grâce à la malice de Bilbon qui les conseille sur la meilleure façon de les cuisiner, les trolls se disputent jusqu'à l'aube quand revient Gandalf qui fend alors le rocher qui protégeait les trolls de la lumière du soleil, et les rayons solaires les pétrifient. La Compagnie découvre dans la grotte des trolls plusieurs trésors, dont deux grandes épées elfiques, Orcrist qui deviendra l'épée de Thorin, et Glamdring, qui sera utilisée par Gandalf. Ce dernier apporte également à Bilbon un couteau elfique, qui fait office d'épée à sa taille.
La compagnie se remet ensuite en route vers l'est, lorsqu'ils croisent le magicien Radagast le Brun qui leur apprend qu'une puissance maléfique, un nécromancien, s'est emparée de la Forêt Noire, depuis la forteresse de Dol Guldur, ressuscitant les esprits des morts qui s'y trouvent. Radagast en a affronté un avant de s'enfuir. Lorsque la Compagnie est poursuivie par des orques montant des Wargs, envoyés par Azog, Radagast fait diversion et le groupe se réfugie dans une crevasse, avant de voir les orques abattus par des cavaliers elfes. Ils rejoignent la cité elfique de Fondcombe, où ils sont accueillis par le maître des lieux, Elrond, qui les aide à déchiffrer la carte de la Montagne Solitaire que Thorin possède.
À Fondcombe, le Conseil Blanc composé pour l'occasion de Gandalf, Saroumane, Elrond et Galadriel se réunit pour discuter de l'expédition des nains et du nécromancien. Seul Gandalf y est favorable à l'expédition ; Saroumane ne croit pas à son histoire de sorcier qui peut ramener les morts à la vie. Mais alors qu'ils sont en pleine discussion, ils apprennent que les nains et Bilbon ont quitté Fondcombe pendant la nuit, en direction des montagnes de l'est. Galadriel comprend que Gandalf s'y était préparé et qu'il compte bien rejoindre l'expédition.
Dans les montagnes, lors d'un violent orage, les géants des montagnes se réveillent et combattent, changeant violemment la topographie du chemin et provoquant des éboulements qui manquent à plusieurs reprises d'emporter la Compagnie. Celle-ci finit par trouver refuge dans une grotte, où Thorin manifeste une fois de plus son agacement envers le hobbit qu'il voit comme un poids mort. Pendant la nuit, alors que Bilbon s'apprête à abandonner discrètement la Compagnie, le sol de la grotte s'ouvre telle une trappe, et tous sont capturés par des gobelins. Ils sont conduits dans la ville souterraine gobeline, mais Bilbon réussit à s'évader en catimini. Il tombe néanmoins sur un gobelin qu'il combat mais ils tombent tous deux dans une crevasse.
Les nains sont amenés devant le roi des gobelins qui, après les avoir interrogés, comprend qu'il a affaire à Thorin et fait porter un message à Azog pour l'informer. Mais Gandalf vient les secourir et la Compagnie parvient à s'échapper des grottes vers la lumière du jour, après avoir massacré de nombreux gobelins, dont leur roi.
Entretemps, dissimulé dans la crevasse où il est tombé, Bilbon voit arriver la créature Gollum qui achève le gobelin pour s'en nourrir. Mais Gollum perd un anneau d'or pendant le combat. Une fois la créature partie, Bilbon récupère l'anneau et suit sa trace pour chercher une sortie. Cependant, Gollum remarque Bilbon et lui propose alors un jeu d'énigmes : si Bilbon gagne, Gollum lui montrera la sortie, et s'il perd, Gollum le mangera. Après un concours d'énigmes, Bilbon finit par l'emporter en demandant ce qu'il a dans sa poche, ce que Gollum ne parvient pas à deviner. Fou de rage, il décide de renier sa parole et d'utiliser son anneau pour devenir invisible et attaquer sans risque le hobbit. Il réalise à ce moment qu'il l'a perdu, et comprend que c'est l'objet que Bilbon avait dans sa poche. Il pourchasse Bilbon qui s'enfuit dans les tunnels, mais le hobbit trébuche et enfile accidentellement l'anneau, devenant invisible. Il voit alors Gollum passer devant lui sans le remarquer. Bilbon suit Gollum jusqu'à la sortie, par où il voit tous ses compagnons s'enfuir, mais Gollum, caché, lui bloque le passage. Il s'apprête à tuer la créature, mais sa pitié l'emporte, et il décide de l'épargner. Il le bouscule pour atteindre la sortie de la grotte et rejoindre Gandalf et la troupe de nains à l'extérieur, laissant Gollum fou de rage et d'impuissance, jurant qu'il se vengera de Sacquet.
À l'extérieur, Thorin se plaint à nouveau du fardeau que représente Bilbon avant que ce dernier se montre sans expliquer comment il s'en est sorti. Leur discussion est interrompue lorsqu'ils sont attaqués par Azog, que Thorin croyait mort, et une troupe d'orques montés sur des Wargs. Poursuivie jusqu'au bord d'un précipice, la Compagnie n'a d'autre choix que de chercher refuge dans les arbres et de bombarder les assaillants à l'aide de pommes de pin enflammées. Pendant ce temps, Thorin décide d'affronter Azog. Alors qu'il se trouve en mauvaise posture, Bilbon intervient et lui sauve la vie, suivi par quelques nains ayant pu s'extirper de leur arbre, qui chargent alors les Orques. Mais, Thorin s’évanouit. La bataille s'interrompt grâce à l'arrivée d'aigles géants qui tuent plusieurs Wargs et emmènent la Compagnie sur un promontoire, d'où ils aperçoivent la Forêt Noire, et la Montagne Solitaire à l'horizon. Gandalf sauve Thorin grâce à des incantations qui le guérissent de ses blessures. Thorin reconnaît enfin la valeur de Bilbon et le remercie. Le film finit sur la scène montrant le trésor de la Montagne ainsi que son gardien qui se réveille : le dragon Smaug, en ouvrant son œil.
1. ↑  Mais au fur et à mesure, les Nains ne partagent plus leur richesse, en particulier avec les elfes dirigés par Thranduil.
2. ↑  non sans avoir détruit Dale, bien que l'archer a tenté de le tuer en vain.
3. ↑  ainsi que sur ce que sont devenus les anneaux magiques des nains.

## Fiche technique

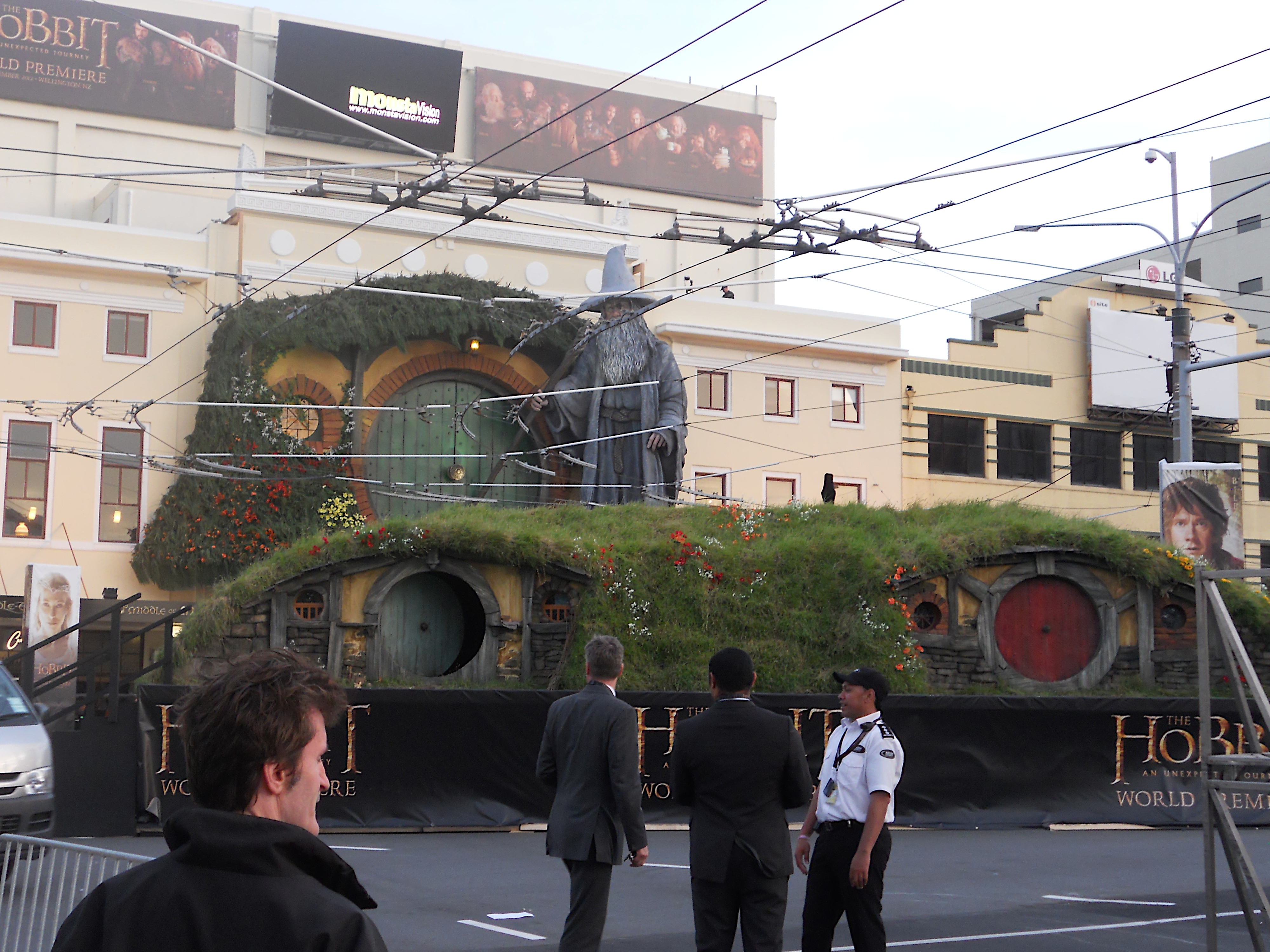
Décor installé à l'extérieur de l'Embassy Theatre de Wellington pour la première mondiale du film.

- Décor installé à l'extérieur de l'Embassy Theatre de Wellington pour la première mondiale du film.Titre original : The Hobbit: An Unexpected Journey
- Titre français : Le Hobbit : Un voyage inattendu
- Réalisation : Peter Jackson
  - Réalisateur de la 2e équipe : Andy Serkis
- Scénario : Peter Jackson, Guillermo del Toro, Fran Walsh et Philippa Boyens, d'après J. R. R. Tolkien
- Musique : Howard Shore
- Décors : Dan Hennah
- Direction artistique : Simon Bright
- Costumes : Ann Maskrey et Richard Taylor
- Photographie : Andrew Lesnie
- Montage : Jabez Olssen
- Production : Carolynne Cunningham, Peter Jackson et Fran Walsh
- Sociétés de production : Metro-Goldwyn-Mayer, New Line Cinema et WingNut Films
- Sociétés de distribution : Warner Bros. Pictures (États-Unis, Royaume-Uni et France)
- Budget : 180 000 000 US$[3]
- Pays de production :  États-Unis /  Nouvelle-Zélande
- Langues originales : anglais et langues de la Terre du Milieu
- Format : couleur − 2,35:1 − son Dolby numérique
- Genre cinématographique : Fantasy et heroic fantasy[4],[5],[6],[7]
- Durée : 169 minutes, 182 minutes (version longue)
- Dates de sortie[8] :
  - Nouvelle-Zélande : 28 novembre 2012 (avant-première)[9]
  - France, Belgique et Suisse : 12 décembre 2012
  - États-Unis, Nouvelle-Zélande et Canada : 14 décembre 2012
- Date de sortie de la version longue :
  - France : 13 novembre 2013 (en DVD / Blu-ray / Blu-ray 3D)
  - États-Unis : 5 novembre 2013

## Distribution
- Martin Freeman (VF : Julien Sibre) : Bilbon Sacquet
- Ian McKellen (VF : Jean Piat) : Gandalf
- Richard Armitage (VF : Xavier Fagnon) : Thorin
- Ken Stott (VF : Jean-Claude Donda) : Balin
- Graham McTavish (VF : Philippe Catoire) : Dwalin
- Aidan Turner (VF : Damien Boisseau) : Kíli
- Dean O'Gorman (VF : Alexandre Cross) : Fíli
- James Nesbitt (VF : Marc Saez) : Bofur
- William Kircher (VF : Olivier Bouana et Jérémy Prévost) : Bifur et Tom le troll
- Stephen Hunter (VF : Thierry Murzeau) : Bombur
- John Callen (VF : Patrick Béthune) : Óin
- Peter Hambleton (VF : Jean-Claude Sachot et Guillaume Lebon) : Glóin et William le troll
- Mark Hadlow (VF : Jean-Loup Horwitz et Pascal Casanova) : Dori et Bert le troll
- Jed Brophy (VF : Vincent Violette) : Nori
- Adam Brown (VF : Adrien Larmande) : Ori
- Sylvester McCoy (VF : Gabriel Le Doze) : Radagast
- Cate Blanchett (VF : Déborah Perret) : Galadriel
- Hugo Weaving (VF : Féodor Atkine) : Elrond
- Andy Serkis (VF : Sylvain Caruso) : Gollum
- Christopher Lee (VF : Michel Le Royer) : Saroumane
- Ian Holm (VF : Marc Cassot) : Bilbon Sacquet, âgé
- Manu Bennett : Azog
- Barry Humphries (VF : Paul Borne) : le grand Gobelin
- Elijah Wood (VF : Alexandre Gillet) : Frodon Sacquet
- Benedict Cumberbatch (VF : Jérémie Covillault) : Smaug (voix et jeu d'acteur pour capture de mouvement) / le Nécromancien (voix)
- Lee Pace (sans dialogue) : Thranduil
- Bret McKenzie (VF : Olivier Chauvel) : Lindir
- Peter Jackson : un nain d'Erebor (caméo)
- Terry Notary : Gobelin (non crédité)
- Jeffrey Thomas : Thrór

- Version française
  - Studio de doublage : Dubbing Brothers
  - Direction artistique : Barbara Tissier (dialogues), Claude Lombard (chansons)
  - Adaptation : Juliette Vigouroux et Alain Cassard

Sources et légende : version française (VF) sur AlloDoublage

## Production
Dans le film, Gandalf dit à Bilbon "Votre village est derrière vous, désormais. Le monde est devant." C'est un clin d'oeil au film Seigneur des Anneaux - Le Retour du Roi où Pippin chante durant une scène, sa chanson commençant par la phrase "La maison est derrière, le monde est devant."[réf. nécessaire]

### Bande originale
Le 1er novembre 2012, la liste des titres présents sur la bande originale du film a été révélée. Elle est disponible depuis le 11 décembre 2012 en version standard et en édition spéciale.
Édition standard
| 1.  | My Dear Frodo                                                        | 8:04 |
| 2.  | Old Friends                                                          | 4:29 |
| 3.  | An Unexpected Party                                                  | 3:52 |
| 4.  | Axe or Sword?                                                        | 5:57 |
| 5.  | Misty Mountains (intérprétée par Richard Armitage et The Dwarf Cast) | 1:42 |
| 6.  | The Adventure Begins                                                 | 2:04 |
| 7.  | The World is Ahead                                                   | 2:19 |
| 8.  | An Ancient Enemy                                                     | 4:58 |
| 9.  | Radagast the Brown                                                   | 4:54 |
| 10. | Roast Mutton                                                         | 4:02 |
| 11. | A Troll-hoard                                                        | 2:39 |
| 12. | The Hill of Sorcery                                                  | 3:50 |
| 13. | Warg-scouts                                                          | 3:02 |

| 1.  | The Hidden Valley                                       | 3:50 |
| 2.  | Moon Runes                                              | 3:20 |
| 3.  | The Defiler                                             | 1:13 |
| 4.  | The White Council                                       | 7:19 |
| 5.  | Over Hill                                               | 3:43 |
| 6.  | A Thunder Battle                                        | 3:55 |
| 7.  | Under Hill                                              | 1:55 |
| 8.  | Riddles in the Dark                                     | 5:21 |
| 9.  | Brass Buttons                                           | 7:37 |
| 10. | Out of the Frying-Pan                                   | 5:54 |
| 11. | A Good Omen                                             | 5:46 |
| 12. | Song of the Lonely Mountain (intérprétée par Neil Finn) | 4:09 |
| 13. | Dreaming of Bag End                                     | 1:49 |

Édition spéciale
| 1.  | My Dear Frodo                                                        | 8:03 |
| 2.  | Old Friends                                                          | 5:00 |
| 3.  | An Unexpected Party                                                  | 4:08 |
| 4.  | Blunt the Knives                                                     | 1:01 |
| 5.  | Axe or Sword?                                                        | 5:59 |
| 6.  | Misty Mountains (interprétée par Richard Armitage et The Dwarf Cast) | 1:42 |
| 7.  | The Adventure Begins                                                 | 2:04 |
| 8.  | The World is Ahead                                                   | 2:19 |
| 9.  | An Ancient Enemy                                                     | 4:56 |
| 10. | Radagast the Brown                                                   | 6:37 |
| 11. | The Trollshaws                                                       | 2:08 |
| 12. | Roast Mutton                                                         | 4:56 |
| 13. | A Troll-hoard                                                        | 3:38 |
| 14. | The Hill of Sorcery                                                  | 3:50 |
| 15. | Warg-scouts                                                          | 3:02 |

| 1.  | The Hidden Valley                       | 2:49 |
| 2.  | Moon Runes                              | 3:39 |
| 3.  | The Defiler                             | 1:14 |
| 4.  | The White Council                       | 9:40 |
| 5.  | Over Hill                               | 3:42 |
| 6.  | A Thunder Battle                        | 3:54 |
| 7.  | Under Hill                              | 1:54 |
| 8.  | Riddles in the Dark                     | 5:21 |
| 9.  | Brass Buttons                           | 7:37 |
| 10. | Out of the Frying-Pan                   | 5:55 |
| 11. | A Good Omen                             | 5:45 |
| 12. | Song of the Lonely Mountain             | 6:00 |
| 13. | Dreaming of Bag End                     | 1:56 |
| 14. | A Very Respectable Hobbit (Piste bonus) | 1:20 |
| 15. | Erebor (Piste bonus)                    | 1:19 |
| 16. | The Dwarf Lords (Piste bonus)           | 2:01 |
| 17. | The Edge of the Wild (Piste bonus)      | 3:34 |

## Accueil

### Accueil critique
Le film a reçu un accueil critique relativement bon, recueillant 74 % de critiques favorables, avec un score moyen de 7.5⁄10 et sur la base de 301 critiques collectées, sur le site Rotten Tomatoes. Sur le site Metacritic, il obtient un score de 58⁄100, sur la base de 40 critiques collectées.
Parmi les critiques positives, Rodrigo Perez, de The Playlist, trouve que le film est « aussi épique, grandiose et émotionnellement captivant que les films précédents, […] c’est un voyage palpitant qui est l’un des blockbusters les plus agréables, excitants et engageants de l’année ». Lisa Schwartzbaum, d'Entertainment Weekly, estime que Peter Jackson s'est surpassé dans « l'intensité de la réalisation » pour narrer cette histoire « plus simple, plus picaresque » que Le Seigneur des anneaux, dont le « point culminant » est la confrontation entre Gollum et Bilbon. Dan Jolin, de Empire, lui donne 4 étoiles sur 5, évoquant un film « plus léger » que ceux de la première trilogie, fortifié par sa « fidélité » envers le roman et l’interprétation de Martin Freeman et qui laisse espérer que cette nouvelle « trilogie pourra se mesurer à l'ancienne ». James Berardinelli, de Reelviews, lui donne 3 étoiles sur 4, affirmant que « la magie [de la première trilogie] a disparu » mais que le film demeure « un effort compétent et divertissant », « du cinéma grand spectacle de qualité ».
Parmi les critiques mitigées ou négatives, Peter Debruge, de Variety, regrette que Peter Jackson ait eu besoin « de développer le monde de la précédente trilogie avec des scènes qu’il vaudrait mieux réserver à une version longue en DVD ». Edward Douglas, de ComingSoon, compare quant à lui le film à Star Wars, épisode I : La Menace fantôme et craint les deux autres films à venir (« Dieu nous vienne en aide si les deux prochains films ne sont pas meilleurs que celui-ci »). IGN Movie déplore que Le Hobbit : Un voyage inattendu ne retrouve pas « la grandeur, l’impact émotionnel ou le charme de la trilogie du Seigneur des anneaux », bien « qu'il reste quand même suffisamment de choses à aimer dans Le Hobbit ». Richard Corliss, de Time Magazine, trouve que le film « manque de majesté », « grand par moments, il est trop souvent grandiloquent et sa longueur est indéfendable ».
En France, le site Allociné propose une note moyenne de 3,2⁄5 à partir de l'interprétation de critiques provenant de 25 titres de presse, mais de 4,5 étoiles sur 5 chez les spectateurs. Du côté des critiques franchement ou plutôt positives, Charlotte Moreau, du Parisien, évoque une « splendeur visuelle peuplée de créatures et de décors époustouflants, prouesse technique autant que film d'atmosphère en parfaite cohésion avec les précédents ». Pour Christophe Chadefaud, de Studio Ciné Live, c'est une « aventure moins épique mais plus humaine que Le Seigneur des anneaux » qui « laisse [une] impression d'une version longue aux scènes étirées. Parfois justifiées, parfois moins » mais « l'immersion est immédiate. La technique toujours aussi renversante ». Éric Libiot, de L'Express, estime que « Jackson prouve qu'il n'a rien perdu de son savoir-faire », accordant que « c'est un peu long à démarrer, certaines scènes d'actions ressemblent à un jeu vidéo, Jackson prend son temps » mais que « Quand le genre continue à être porté à ce niveau, quand ce type de film renvoie à la poubelle les avatars du genre, il faut dire bravo. Et merci ». Cécile Mury, de Télérama, regrette la longueur de la mise en place mais ajoute que « dès que la quête commence vraiment, les morceaux de bravoure abondent, d'une bataille homérique entre deux géants de pierre à l'intrigante rencontre entre Bilbo et Gollum ».
Du côté des critiques négatives, Romain Blondeau, des Inrockuptibles, évoque « une machine puissante, sinon dévastatrice, un spectacle pyrotechnique total, un torrent d’images hypergraphiques au milieu duquel coule un tout petit film, ridicule, corseté dans son académisme et pris de vertiges d’esthétisme new age ». Pour Vincent Ostria, de L'Humanité, c'est « un défilé permanent de gargouilles et un filmage dégoulinant, que ne compense pas une mécanique guerrière archi déjà vue ».

### Box-office
Le Hobbit a commencé fort au box-office aux États-Unis : le week-end de sa sortie, du vendredi 14 au dimanche 16 décembre, le film a rapporté 84,6 millions de dollars. Le 20 décembre, le film a atteint les 113 millions. En moins d'une semaine, le film a donc dépassé la barre des 100 millions. Pour Noël, le film a atteint les 150 000 000 $. Le 13 janvier 2013, Le Hobbit surpasse les recettes de La Communauté de l'anneau (871 530 324 $) puis le 28 janvier 2013 il dépasse les recettes des Deux Tours (926 047 111 $), devenant ainsi le deuxième plus gros succès de la saga derrière Le Retour du roi (1 119 929 521 $). Le 3 mars 2013 Le Hobbit devient le quinzième film ayant dépassé le milliard de dollars de recettes au box-office.
Le film a rapporté au total 1 021 103 568 $ au box-office mondial, dont 303 003 568 $ aux États-Unis et au Canada. Cela le place au 4e rang des films sortis en 2012 ayant réalisé le plus de recettes, derrière Avengers, Skyfall et The Dark Knight Rises. Il a réalisé 4 505 525 entrées en France. Le tableau suivant résume les principaux résultats enregistrés au box-office par le film : 
| Pays                | Box-office    | Pays             | Box-office   | Pays               | Box-office  |
| ------------------- | ------------- | ---------------- | ------------ | ------------------ | ----------- |
| États-Unis + Canada | 303 003 568 $ | Corée du Sud     | 21 688 449 $ | Autriche           | 8 566 403 $ |
| Allemagne           | 88 849 559 $  | Japon            | 19 213 976 $ | Argentine          | 7 350 369 $ |
| Royaume-Uni         | 78 662 475 $  | Mexique          | 19 184 330 $ | Turquie            | 6 480 745 $ |
| Chine               | 49 730 000 $  | Brésil           | 18 123 942 $ | Finlande           | 6 067 291 $ |
| Australie           | 43 972 634 $  | Pays-Bas         | 15 996 488 $ | République tchèque | 5 047 195 $ |
| Russie              | 43 849 722 $  | Pologne          | 13 575 296 $ | Venezuela          | 4 966 787 $ |
| France              | 41 354 505 $  | Danemark         | 13 546 216 $ | Malaisie           | 4 865 381 $ |
| Espagne             | 30 138 682 $  | Norvège          | 11 907 713 $ | Hong Kong          | 4 827 606 $ |
| Suède               | 22 751 112 $  | Nouvelle-Zélande | 9 208 549 $  | Singapour          | 4 319 103 $ |
| Italie              | 22 378 313 $  | Belgique         | 8 863 535 $  | Grèce              | 4 275 344 $ |

## Distinctions

### Récompenses
- Empire Awards 2013 :
  - Meilleur film fantastique ou de science-fiction
  - Meilleur acteur pour Martin Freeman
- Houston Film Critics Society Awards 2013 : meilleure réussite technique
- MTV Movie Awards 2013 : meilleur héros pour Martin Freeman
- Saturn Awards 2013 : meilleurs décors
- Annie Awards 2014 : meilleure animation de personnage dans un film en prises de vue réelles (Gollum) pour Jeff Capogreco, Jedrzej Wojtowicz, Kevin Estey, Alessandro Bonora et Gino Acevedo

### Nominations
- BAFTA Awards 2013 :
  - Meilleurs effets visuels
  - Meilleurs maquillages et coiffures
  - Meilleur son
- Oscars 2013 :
  - Meilleurs décors
  - Meilleurs maquillages et coiffures
  - Meilleurs effets visuels
- Saturn Awards 2013 : 
  - Meilleur film fantastique
  - Meilleure réalisation pour Peter Jackson
  - Meilleur acteur pour Martin Freeman
  - Meilleur acteur dans un second rôle pour Ian McKellen
  - Meilleure musique
  - Meilleurs costumes
  - Meilleur maquillage
  - Meilleurs effets visuels
- Empire Awards 2013 :
  - Meilleur film
  - Meilleur réalisateur pour Peter Jackson
- Prix Hugo 2013 : meilleur film
- KARV, l'anti.gala :
  - Film de l'année
- Annie Awards 2014 : meilleure animation de personnage dans un film en prises de vue réelles (Le roi gobelin) pour Jeff Capogreco, Jedrzej Wojtowicz, Kevin Estey, Alessandro Bonora et Gino Acevedo